# Panaspis africana
Panaspis africana är en ödleart som beskrevs av  Gray 1845. Panaspis africana ingår i släktet Panaspis och familjen skinkar. Inga underarter finns listade i Catalogue of Life.
Arten förekommer endemisk på Principe nära Afrika. Den lever i låglandet och i kulliga regioner upp till 900 meter över havet. Ödlan vistas i regnskogar och besöker trädgårdar samt odlingsmark.
För beståndet är inga hot kända. Hela populationen antas vara stabil. IUCN listar arten som livskraftig (LC).